# Varuzhan Akobian
Varuzhan Akobian, né le 19 novembre 1983 à Erevan en Arménie, est un grand maître arménien et américain du jeu d’échecs.

## Biographie
Originaire d’Arménie, il émigre aux États-Unis en 2001. Il réside désormais à Los Angeles.
En 2007, Akobian apparaît dans l’émission True Life sur MTV dans un épisode intitulé I'm a Genius.

## Carrière aux échecs
Akobian est devenu maître international à 16 ans. En 2003, il devient grand maître international une semaine après son vingtième anniversaire.
Il a gagné le World Open de Philadelphie à trois reprises, en 2002 (ex æquo), 2004 et 2007. En 2006, il finit premier ex æquo du tournoi de Saint Marin. En 2007, il finit premier ex æquo de l'Open de Miami et du championnat inter-continental américain de Cali en Colombie. Il est qualifié pour la coupe du monde de 2007 où il est éliminé au premier tour. Il a également participé à la coupe du monde de 2009 où il a été battu au deuxième tour par Ruslan Ponomariov.
Il a joué dans les équipes américaines qui remportèrent la médaille de bronze par équipe aux Olympiades d'échecs en 2006 et 2008.
En mai 2014, il termine 1er ex æquo du championnat d’échecs des États-Unis avec Gata Kamsky et Aleksandr Lenderman. Lors des matchs de départage, Akobian bat Lenderman mais est battu par Kamsky 1,5 à 0,5 et termine finalement deuxième.
Akobian se qualifia pour la coupe du monde en 2015 et 2017, et fut éliminé à chaque fois au premier tour.
Lors de la Coupe du monde d'échecs 2021, il bat le Colombien Esteban Quiceno au premier tour, puis il  perd au deuxième tour face au Suédois Nils Grandelius.